# Quartu Sant'Elena
Quartu Sant'Elena é uma comuna italiana da região da Sardenha, em cidade metropolitana de Cagliari, com cerca de 67.275 habitantes. Estende-se por uma área de 96 km², tendo uma densidade populacional de 701 hab/km². Faz fronteira com Cagliari, Maracalagonis, Monserrato, Quartucciu, Selargius.

## Demografia
| Variação demográfica do município entre 1861 e 2011                               |
|                                                                                   |
| Fonte: Istituto Nazionale di Statistica (ISTAT) - Elaboração gráfica da Wikipedia |